# Попко, Мацей
Ма́цей Но́рберт По́пко (пол. Maciej Norbert Popko; 3 декабря 1936, Ченстохова — 22 ноября 2014, Варшава) — польский ориенталист, хеттолог, профессор Восточного отделения Варшавского университета. По основной профессии — альпинист, организатор и руководитель многочисленных исследовательских экспедиций в горах Центральной Европы (Татры, Альпы) и Азии.
Провёл экспедиции летом и зимой в Татрах (с 1953 г.), Доломитовых Альпах (один польский переход по трассе Сольди на перевале Мармолада и по трассе Эмилио Комичи на перевале Тре-Чиме-ди-Лаваредо) и во Французских Альпах (1 польский переход через перевал Эгий-де-Триоле, pl:Aiguille de Triolet, 1965).
Руководил пионерскими исследованиями в горах Чило (Cilo) в Турции (1967, 1968), Ваханского хребта в Афганистане. Также, во время экспедиции на границе Памира и Гиндукуша, участвовал, среди прочего, в восхождении на ранее неизведанные пики вокруг долины Пурвакшан: безымянный (6110 метров над уровнем моря), Кохи-Пурвакшан (6080 метров над уровнем моря) и ещё один безымянный (5950 метров над уровнем моря, в одиночку).
Является редактором и соавтором одного из лучших польских учебников горного восхождения «Alpinizm» (изд. 1971 i 1974), а также автором ряда многочисленных трудов по горной тематике, в частности, опубликованных в журнале «Taternik». Также публиковал труды по анатолийской лингвистике, истории и мифологии.

## Основные сочинения
- Turcja (Wiedza Powszechna, Warszawa 1971, 1984, 1987),
- Góry pod półksiężycem, (Iskry, Warszawa 1974),
- Mitologia hetyckiej Anatolii (Wydawnictwa Artystyczne i Filmowe, Warszawa 1976, 1980, 1987), болгарский перевод — Митология на хетска Анатолия, София, 1983.
- Religie starożytnej Anatolii (Iskry, Warszawa 1980),
- Magia i wróżbiarstwo u Hetytów (PIW 1982),
- Wierzenia ludów starożytnej Azji Mniejszej (Młodzieżowa Agencja Wydawnicza, Warszawa 1989),
- Huryci (PIW, Warszawa 1992, 2005),
- Zippalanda, ein Kultzentrum im hethitischen Kleinasien (Universitätsverlag C. Winter, Heidelberg 1994),
- Religions of Asia Minor (DIALOG, Warszawa 1995),
- Ludy i języki starożytnej Anatolii (DIALOG, Warszawa 1999, ISBN 83-88238-01-9), немецкий перевод — Völker und Sprachen Altanatoliens (Harrassowitz Verlag, Wiesbaden 2008, ISBN 978-3-447-05708-0).